# Invincible (album Two Steps from Hell)
Invincible – debiutancki album studyjny Two Steps from Hell wydany 1 maja 2010 roku. Zawiera 22 utwory skomponowane przez Thomasa J. Bergersen oraz Nicka Phoeniksa. Wszystkie utwory poza „Am I Not Human?” oraz „To Glory” pochodzą z ich wcześniejszych wydań.

## Lista utworów
1. „Heart of Courage”   	(Thomas Bergersen) 	 – 1:57
2. „Freedom Fighters”   	(Thomas Bergersen) 	 – 2:38
3. „Master of Shadows”   	(Nick Phoenix) 	 – 3:04
4. „Moving Mountains”   	(Thomas Bergersen) 	 – 3:01
5. „Am I Not Human?”   	(Nick Phoenix) 	 – 3:00
6. „Enigmatic Soul”   	(Thomas Bergersen) 	 – 2:52
7. „Fire Nation”   	(Nick Phoenix) 	 – 2:59
8. „Black Blade”   	(Thomas Bergersen) 	 – 3:05
9. „Super Strength”   	(Nick Phoenix) 	1:58
10. „Invincible”   	(Thomas Bergersen) 	 – 2:51
11. „False King”   	(Thomas Bergersen, Nick Phoenix) 	 – 2:15
12. „Hypnotica”   	(Thomas Bergersen) 	 – 2:08
13. „Fill My Heart”   	(Nick Phoenix) 	 – 2:23
14. „Protectors of the Earth”   	(Thomas Bergersen) 	 – 2:49
15. „Velocitron”   	(Nick Phoenix) 	 – 2:32
16. „Undying Love”   	(Thomas Bergersen) 	 – 2:52
17. „1000 Ships of the Underworld”   	(Nick Phoenix) 	 – 1:40
18. „Tristan”   	(Thomas Bergersen) 	 – 2:32
19. „Breath of Ran Gor”   	(Nick Phoenix) 	 – 2:00
20. „Infinite Legends”   	(Nick Phoenix) 	 – 2:02
21. „To Glory”   	(Thomas Bergersen) 	 – 4:35
22. „After the Fall”   	(Nick Phoenix) 	 – 2:26